# Michel Laurent
Michel Laurent, nacido el 10 de agosto de 1953 en Bourbon-Lancy, es un antiguo ciclista francés. 

## Biografía
Siendo amateur, ganó la Ruta de Francia en 1974; profesional de 1975 a 1984 consiguió 37 victorias, comenzó su carrera bajo la tutela de Jean de Gribaldy, con el cual ganó la París-Niza de 1976.

## Palmarés
| 1974 - Ruta de Francia 1975 - Gran Premio de Fribourg - 1 etapa de la Étoile des Espoirs 1976 - París-Niza, más 1 etapa - Tour de Corse 1978 - Flecha Valona - Tour de Corse, más 1 etapa - Tour de Vaucluse, más 1 etapa - Critérium de As 1979 - Tour del Mediterráneo - Gran Premio de Lugano | 1980 - Critérium Internacional - Tour de Vaucluse, más 1 etapa - 1 etapa del Tour del Mediterráneo - 1 etapa del Tour de Corse 1981 - Tour de Vaucluse, más 1 etapa - 1 etapa del Tour de Corse 1982 - Dauphiné Libéré - Tour del Mediterráneo 1983 - 1 etapa del Tour de Francia - 1 etapa del Tour du Sud-Est - 1 etapa del Gran Premio de Midi Libre 1984 - 1 etapa de la Dauphiné Libéré |

## Resultados en las grandes vueltas

### Tour de Francia
- 1976 : abandono
- 1977 : 7º
- 1978 : 14º
- 1979 : 37.º
- 1981 : 18º
- 1982 : 48.º
- 1983 : abandono
- 1984 : 17º

### Giro de Italia
- 1979 : 4º

- Datos: Q1358523
- Multimedia: Michel Laurent (cyclist) / Q1358523